# رشد شخصی
رشد شخصی فعالیت‌هایی را در بر می‌گیرد که باعث ارتقاء آگاهی و هویت می‌شود. این گونه از رشد، استعدادها و ظرفیت‌های فرد را ارتقاء می‌دهد؛ همچنین سرمایه انسانی را می‌سازد و اشتغال‌پذیری را تسهیل می کند. از سوی دیگر کیفیت زندگی را ارتقا می بخشد و به تحقق رویاها و آرزوها کمک می کند. رشد شخصی در طول کل زندگی یک فرد صورت می گیرد.  این مفهوم محدود به خودیاری نمی‌شود و فعالیتهای رسمی و غیر رسمی را برای توسعه دیگران در نقشهایی مانند معلم ، راهنما ، مشاور، مدیر ، مربیگری را در بر می گیرد. وقتی پیشرفت شخصی در چارچوب نهاد اجتماعی صورت می‌گیرد، به روش ها ، برنامه ها ، ابزارها ، تکنیک ها و سیستم های ارزشیابی که از توسعه انسانی در سطح فردی در سازمان ها پشتیبانی می کند اشاره دارد.  